# Sandgate (Vermont)
Pour les articles homonymes, voir Sandgate.
Sandgate est une ville américaine située dans le Comté de Bennington, dans le Vermont. Selon le recensement de 2020, sa population est de 387 habitants.

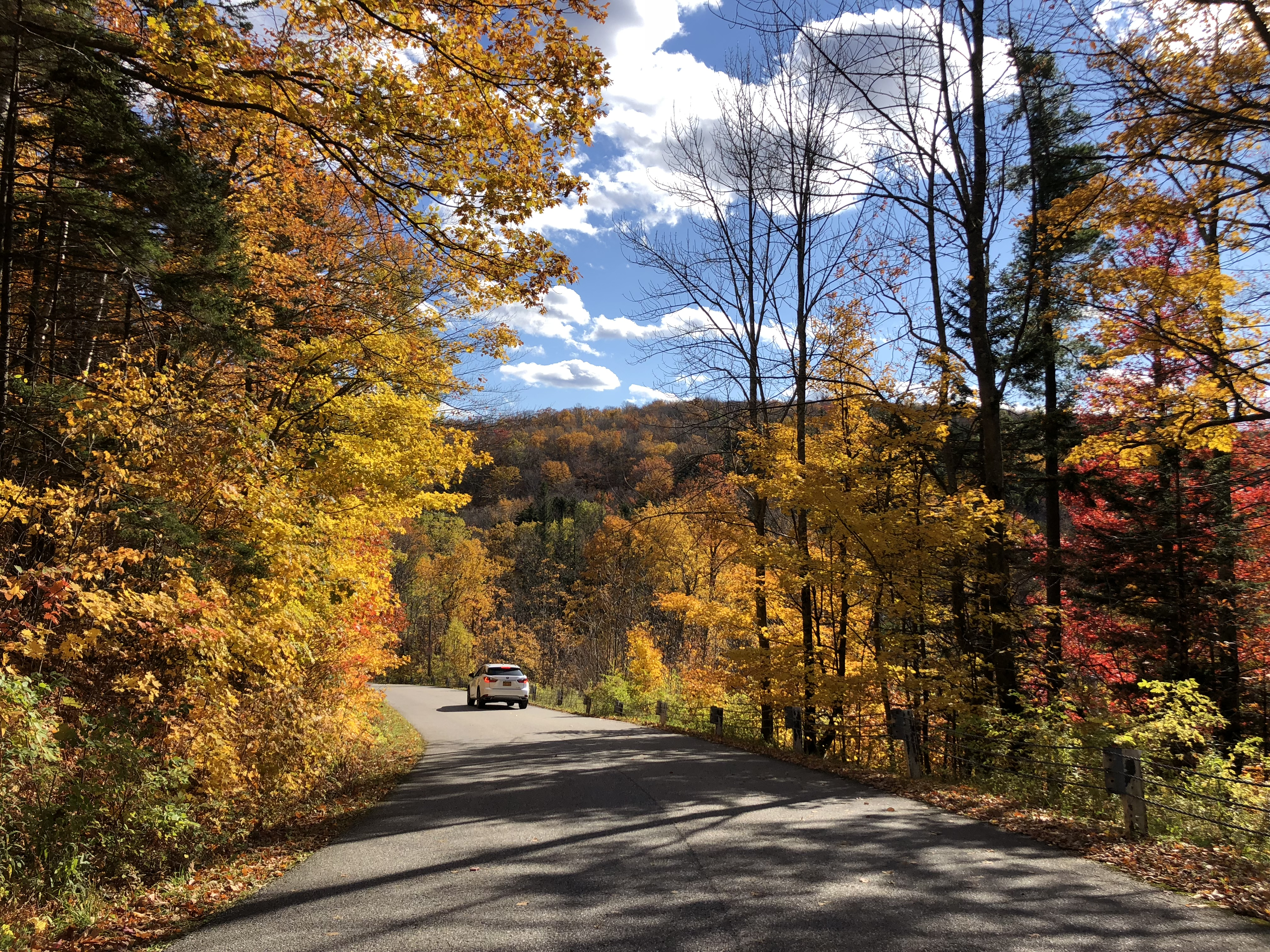